# Scream (Sergey Lazarev-sang)
 For alternative betydninger, se Scream. (Se også artikler, som begynder med Scream)
"Scream" er en sang af den russiske sanger Sergey Lazarev. Den vil repræsentere Rusland på Eurovision Song Contest 2019 i Tel Aviv, Israel.